# رمان ده‌سنتی

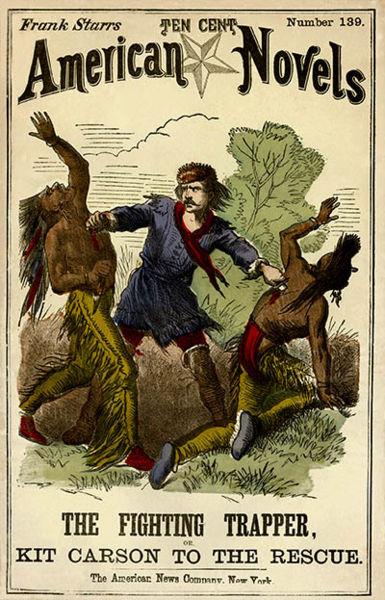
جلد رمانی که نشان دهنده پرکشش بودن داستان و در صدد جذب مخاطب است.

رمان ده‌سنتی یا رمان کیلویی به کتاب‌های داستانِ جلدکاغذی و پرماجرا گفته می‌شود که در اواخر قرن نوزدهم و اوایل قرن بیستم در آمریکا به قیمت حدود ده سنت به فروش می‌رفت. این رمان‌ها روایت داستانی ملودرام از ماجرا، رمانس، و کنش بود که در نیمه دوم قرن نوزدهم در ویراست‌های ارزان‌قیمت «جلد شومیزی» در ایالات متحده منتشر می‌شد، و به قیمت هر نسخه ۱۰ تا ۲۵ سنت در باجه‌های روزنامه فروشی به فروش می‌رسید. ریشه این واژه به Dime Novel Library برمی‌گردد که در سال ۱۸۶۰ توسط «بیدل» و «آدامز» در نیویورک عرضه شد. صدها هزار عنوان کتاب، که مطابق با یک فرمول قالبی نوشته شده بودند، قبل از این که این نوع داستان کم ارزش در اوایل قرن بیستم از بین برود، منتشر شدند. مورخان ادبی به بررسی تأثیر این ژانر بر فرهنگ عمومی علاقه‌مندند.